# Céline Gros
 (septembre 2020).
Si vous disposez d'ouvrages ou d'articles de référence ou si vous connaissez des sites web de qualité traitant du thème abordé ici, merci de compléter l'article en donnant les références utiles à sa vérifiabilité et en les liant à la section « Notes et références ».
Céline Gros, née le 28 janvier 1983 à Dijon, est une coureuse cycliste française spécialiste de VTT de descente.

## Biographie
Céline Gros a pratiqué pendant plus de 25 ans le vélo, que ce soit en BMX au départ, en VTT, route, cyclisme sur piste, etc. mais l’essentiel de sa carrière a été fait en VTT descente et 4x.
Elle est si passionnée par cette discipline et par le fait de partager sa passion qu'elle en fait son métier en devenant monitrice VTT en 2005.
En même temps que sa carrière elle a mis sur pied sa propre équipe qui avait pour but d'aider de jeunes talentueuses descendeuses a rejoindre le niveau international, entre 2010 et 2013 elle avait donc prise sous son aile entre 1 et 2 filles.
Elle met fin à sa carrière en 2013 après une 3ème médaille de bronze mondiale et une 2ème place du général de la Coupe du Monde de 4x et décide de se lancer ensuite dans une autre carrière : le Trail.
Malheureusement, pour des raisons de santé, elle n'a pas pu continuer le sport en compétitions de ce genre et doit également mettre entre parenthèses son travail de monitrice.

## Palmarès
- 47 Podiums en Coupes du Monde
- 7 Globes de Cristal
- 15 Médailles aux Championnats de France, d'Europe et du Monde
- 9 Titres de Championne de France
- 4 Titres de Championne d'Europe

### Championnats du monde
- Les Gets 2002 : 5e du dual slalom
- Les Gets 2004 :  Médaillée de bronze de descente
- Livigno 2005 : 9e de la descente
- Rotorua 2006 : 8e de la descente
- Fort William 2007 : 8e de la descente
- Champéry 2011 :  Médaillée de bronze de four cross
- Saalfelden-Leogang 2012 :  Médaillée de bronze de four cross
- Leogang 2013 :  Médaillée de bronze de four cross

### Coupe du monde  de descente
- 2003 : vainqueur de 1 manche
- 2004 : 1re du classement général, vainqueur de 2 manches

### Championnats d'Europe
- 1999
  - 4e de dual slalom
- 2000
  -  Championne d'Europe de dual slalom
  -  Championne d'Europe de descente juniors
  -  Médaillée de bronze de la descente
- 2001
  -  Championne d'Europe de descente juniors
  - 5e de dual slalom
  - 6e de la descente
- 2003
  - 4e du four cross
  - 5e de la descente
- 2004
  - 4e du four cross
  - 4e de la descente
- 2005
  - 6e de la descente
- 2006
  - 5e de la descente
- 2007
  -  Médaillée d'argent de la descente
  -  Médaillée d'argent du four cross
- 2008
  - 8e de la descente
- 2009
  -  Médaillée de bronze de la descente